# Sympatholytique
 (février 2012).
Si vous disposez d'ouvrages ou d'articles de référence ou si vous connaissez des sites web de qualité traitant du thème abordé ici, merci de compléter l'article en donnant les références utiles à sa vérifiabilité et en les liant à la section « Notes et références ».
Sympatholytique est un adjectif qui s'applique aux substances qui diminuent ou suppriment les effets de la stimulation du système sympathique.
Ces substances peuvent agir de façon prédominante sur les récepteurs alpha ou bêta :
- les substances qui suppriment les effets alpha de l'adrénaline sont appelées alpha-bloquants,celles qui suppriment les effets bêta sont appelées Bêta-bloquant;
- certaines sont non sélectives de types ou de sous types de récepteurs, par exemple : non sélectif alpha (agit à la fois sur alpha1 et alpha2).

## Contexte
Le système nerveux comprend le système nerveux central et le système nerveux périphérique ou autonome. Ce dernier est lui-même divisé en deux grands systèmes : sympathique et parasympathique.
Le système sympathique ou domaine adrénergique est constitué par l'ensemble des neurones dont le médiateur chimique est la noradrénaline ainsi que par les cellules capables de libérer de l'adrénaline.La noradrénaline, l'adrénaline et leur précurseur direct(la dopamine) forment la famille chimique des catécholamines.
Le système parasympathique a pour médiateur l'acétylcholine.

## Alpha-bloquant

### Alpha-bloquants non sélectifs

#### Phentolamine, phenoxybenzamine
- Mécanisme d'action : fixation directe sur les récepteurs alpha1 et alpha2 empêchant l'action pharmacologique de la noradrénaline.
- Indication : traitement de l'HTA
- Effets secondaires : vasodilatation(entraînant une tachycardie), angine de poitrine, hypotension orthostatique, congestion nasale et insuffisance d'éjaculation(usage à long terme)

### Alpha1-bloquants sélectifs

#### Prazosine(Minipress), doxazosine, indoramine, terazosine
- Mécanisme d'action : antagonistes des récepteurs alpha1 empêchant les effets contractiles de la noradrénaline sur les muscles lisses. Vasodilatation artérielle périphérique
- Indication : HTA, insuffisance cardiaque, obstruction urinaire due à l'hyperplasie prostatique bénigne[1],[2].

## Bêta-bloquant

### Propriétés pharmacologiques
Deux types :
Ceux qui sont en rapport avec les récepteurs bêta
- Au niveau du cœur : effets chronotrope et inotrope négatifs (bradycardie et réduction de la force d'éjection systolique)entraînant une chute du débit cardiaque et une diminution du travail cardiaque
- Au niveau des vaisseaux : augmentation des résistances périphériques
- Chez l'hypertendu, ils entraînent une baisse de la tension artérielle par :
  - abaissement du débit cardiaque
  - baisse de la sécrétion de la rénine
  - blocage présynaptique de la libération du médiateur

- Bronchoconstriction
- augmentation du péristaltisme intestinal
- augmentation de la contractilité utérine

Ceux qui sont indépendants
Parmi les effets qui sont indépendants des récepteurs bêta, on peut citer :
- effet stabilisant de membrane résultant de la diminution des échanges ioniques transmembranaires
- effet inotrope négatif : diminution de la force des contractions cardiaques
- effet anti-arythmique pouvant s'opposer à fortes doses à la naissance des rythmes anormaux

## Indications thérapeutiques
- Angine de poitrine
- Troubles de rythme cardiaque
- Infarctus du myocarde
- HTA
- Insuffisance cardiaque
- Glaucome
- Migraine
- Dystonies neurovégétatives hypersympathotoniques : s'observent chez les jeunes adultes avec anxiété, oppression, tachycardie sinusale de repos, palpitations s'accentuant au moindre effort ou aux émotions

## Effets indésirables et contre-indications

### Effets indésirables
- troubles de la conductibilité cardiaque
- défaillance cardiaque
- asthénie transitoire
- troubles digestifs
- bronchoconstriction
- hypoglycémies

### Contre-indications
- grossesse
- allaitement (sauf le propranolol)

### Interactions médicamenteuses
- contre indiquée : floctafénine
- avec précaution : amiodarone, digitaliques, autres anti-arythmiques[3],[2].